# 다니 해리슨
다니 해리슨(영어: Dhani Harrison 대니 해리슨[*], 영어 발음: /ˈdæni/, 1978년 8월 1일 ~ )은 영국의 음악가, 작곡가, 싱어송라이터이다. 그는 조지 해리슨과 올리비아 해리슨의 외아들이다. 다니는 2001년 11월 아버지의 죽음 이후 제프 린의 도움을 받아 아버지의 마지막 앨범인 '브레인워시드' 녹음을 돕고 완성하는 전문 음악가로 데뷔했다. 해리슨은 2002년 자신의 밴드인 '뉴노2'를 결성해 코첼라를 포함한 페스티벌에서 공연했으며, 스핀 매거진은 이들의 공연을 "페스티벌의 최고 데뷔 공연" 중 하나로 선정했다. 이 밴드는 또한 롤라팔루자를 세 번 연주했으며, 해리슨은 2010년 행사에서 벨벳 언더그라운드의 "스위트 제인" 커버에 페스티벌 설립자 페리 파렐과 함께 참여했다.